# Oswaldo Taurisano
Oswaldo Taurisano (Campinas, Brasil; 28 de mayo de 1936 – 23 de julio de 2012) fue un futbolista de Brasil que jugó en la posición de extremo.

## Carrera

### Club
| Periodo   | Club          |
| --------- | ------------- |
| 1957-1958 | EC São Bento  |
| 1959-1960 | Comercial     |
| 1960-1962 | Guarani FC    |
| 1963-1964 | CR Flamengo   |
| 1965      | Guarani FC    |
| 1966-1967 | CR Flamengo   |
| 1968      | CA Bragantino |

### Selección nacional
Jugó para Brasil en seis ocasiones en 1963 y anotó cuatro goles; dos de ellos en la Copa América 1963.

## Logros
- Campeonato Carioca (1): 1963